# Chamaemyia paludosa
Chamaemyia paludosa är en tvåvingeart som beskrevs av Collin 1966. Chamaemyia paludosa ingår i släktet Chamaemyia och familjen markflugor. Inga underarter finns listade i Catalogue of Life.